# Tito Faraci
Tito Faraci, nombre artístico de Luca Faraci (Gallarate, Provincia de Varese, Italia, 23 de mayo de 1965) es un músico, letrista, guionista de cómic y escritor italiano.

## Biografía

### Música
En los años 1980 se desarrolló su actividad en la música electrónica y new wave, desempeñándose como tecladista con el seudónimo de "Tito Turbina Tastierista Futurista" (o su acrónimo T.T.T.F.). Además, trabajó para unas revistas de música, realizando con Matteo B. Bianchi Anestesia Totale y colaborando con los magazines Coscia (junto a Francesco Salvi) y Hard de la editorial Fratelli Vallardi, dedicado al heavy metal.
En 2015 escribió las letras del disco Le cose cambiano de Giorgio Ciccarelli (ex Afterhours) y en 2016 la canción Picchia più duro para Punkreas.

### Historietas
En 1995 entró en el mundo de las historietas, guionizando varias historias de personajes Disney como Mickey Mouse, Superpato o Rock Sassi, este último creado por Faraci junto a Giorgio Cavazzano. Para Disney Italia los dos también realizaron una novela gráfica titulada Jungle Town (2006).
Otra historieta cómica a la que ha trabajado es Lupo Alberto, de la que también editó algunas adaptaciones televisivas para la serie animada producida por RAI.
En 1998 comenzó a trabajar para la editorial Astorina, escribiendo aventuras de Diabolik.
En 1999 empezó una prolífica colaboración con la editorial Bonelli, para la que ha escrito varias historias de Dylan Dog, Nick Raider, Martin Mystère, Zagor, Viento Mágico y Tex. Para Bonelli creó la miniserie original de ciencia ficción Brad Barron.
Para Panini-Marvel realizó una historia de Spider-Man, con dibujos de Cavazzano (2004), y un cruce de Daredevil y Capitán América ilustrado por Claudio Villa (2006, traducido en Estados Unidos como Daredevil & Captain America: Dead on Arrival).
De la colaboración con Alessandro Baricco nacieron las versiones en historietas de dos obras del escritor turinés: Novecento (con dibujos de Cavazzano) y Sin sangre (ilustrada por Francesco Ripoli), publicadas por Edizioni BD. 
Colaboró con Roberto Saviano escribiendo juntos la série de novelas gráficas Le storie della paranza, inspirada a la novela de Saviano La banda de los niños.

### Novelas
Para Edizioni Piemme publicó las novelas Il cane Piero, avventure di un fantasma (2009), Oltre la soglia (2011) y Death Methal (2013). En 2014 publicó Nato sette volte (Indiana Editore). Para la editorial Feltrinelli escribió La vita in generale (2015) y Le entusiasmanti avventure di Max Middleston e del suo cane alto trecento metri (2016, junto al dibujante Sio).